# Der Heinze
Der Heinze ist ein Online-Herstellerverzeichnis und Nachschlagewerk für Bau-, Ausstattungs- und Einrichtungsprodukte. 

## Geschichte
Das Herstellerverzeichnis wurde erstmals 1973 herausgegeben, zunächst unter dem Titel „Heinze Hochbau“, danach als Bestandteil der Deutschen Bau-Dokumentation. Nutzer sind hauptsächlich Architekten und Planer im Hochbaubereich. 

## Daten
Mit einer Auflage von 23.000 Exemplaren wurde das gedruckte Nachschlagewerk einmal im Jahr aktualisiert und Architekten und Planern kostenlos zugestellt. 2016 erschien es mit der 40. Ausgabe zum letzten Mal in gedruckter Form. Das Verzeichnis steht als Recherchedatenbank im Internet öffentlich und kostenlos zur Verfügung und bietet die Kontaktdaten von insgesamt 7.000 Herstellern und Firmen und rund 400.000 Produktinformationen. Dem Werk liegt als Ordnungssystem die DIN 276 zugrunde. Herausgeber ist die 1961 von Wolfgang Heinze gegründete Heinze GmbH mit Sitz in Celle, ein Unternehmen der DOCUgroup.

## Inhalt
Die Online-Recherchedatenbank ist mit seiner Suchmaschine für Hersteller und Bauprodukte zusätzlich mit Ausschreibungstexten und CAD Details als Planungshilfen zum freien Download ergänzt.
Die bis 2016 erschienene Printausgabe war gegliedert in eine Produktgruppenübersicht, Firmenportraits, ein Firmenverzeichnis mit Kontaktdaten und in Produkte und Hersteller mit Produktinformationen von Herstellern. 